# Az Oregon Ducks atlétikacsapata
Az Oregon Ducks atlétikacsapata a Pac-12 Conference tagjaként a National Collegiate Athletic Association I-es divíziójában képviseli az Oregoni Egyetemet. Hazai létesítményük a Hayward Sportpálya, vezetőedzőjük Jerry Schumacher. Bel- és kültéren is versenyeznek. Három sportágban harminckétszer nyerték meg az NCAA bajnokságát.
A csapatnak köszönhetően Eugene egyik beceneve Track Town. Négy edzőjük az Amerikai Atlétikaedzők Szövetsége dicsőségcsarnokának tagja.
Történetüket két film (Without Limits és Prefontaine), valamint két könyv (Bowerman and the Men of Oregon és Pre: The Story of America's Greatest Running Legend) is feldolgozza.

## Története

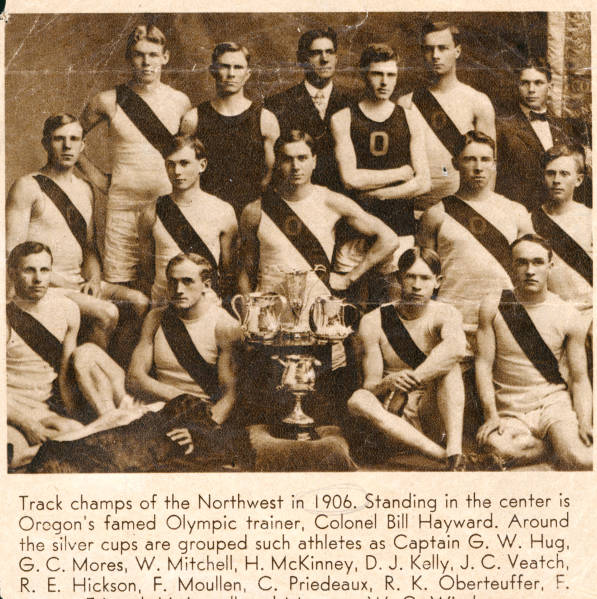
Az 1906-os csapat

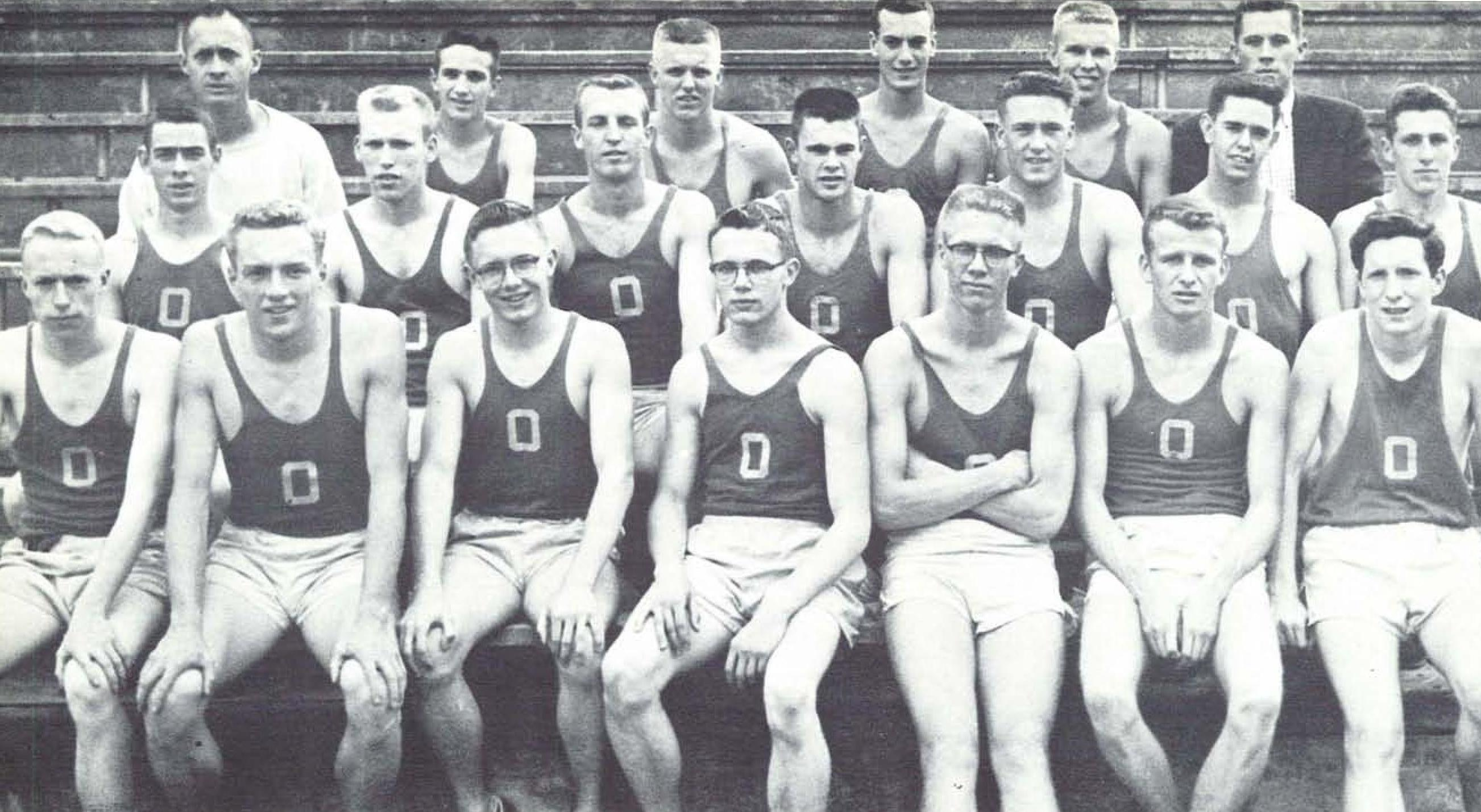
Az 1957-es csapat

### Kezdetek
Az 1895-ben alapított csapat első edzője az első évben Joseph Wetherbee volt, őt William O’Trine, J. C. Higgins, C. A. Redmond és William Ray követték. A sűrű edzőváltások problémákat okoztak, habár 1895-ben hét versenyből hatot megnyertek.

### Bill Hayward-éra
A kezdetben Webfootsnak nevezett csapat modern kori története 1903-ban kezdődött, amikor az Albanyi Főiskola (ma Lewis és Clark Főiskola) csapata ellen kikaptak. A következő évben megbízták Bill Haywardot, az ellenfél edzőjét, aki 44 évig maradt az Oregoni Egyetemen; ezalatt a csapatnak kilenc olimpikonja és öt világrekordere lett. Az 1919-ben átadott Hayward Sportpálya az ő nevét viseli; 1921-től az atlétikai felkészülések a Kincaid Sportpálya helyett itt zajlanak.

### Bill Bowerman-éra
Bill Bowerman 1934-ig az egyetem hallgatója volt; az atlétikában való részvételről Hayward győzte meg.
Hayward távozása után egy évig John Warren volt az ideiglenes edző, majd a második világháborúból hazatért Bowermant bízták meg. Ugyan vezetőedző volt, magára inkább oktatóként tekintett; házi feladatot fontosabbnak tartotta a sportnál, és a hallgatókat bátorította, hogy a sportban tanult értékeket a mindennapi életben is kamatoztassák. Pályafutása alatt a csapat négyszer lett NCAA-bajnok, valamint 33-an lettek olimpikonok és 24-en világrekorderek. Elérte, hogy az olimpiai felkészítőt a Hayward Sportpályán rendezzék meg.
Bowerman 1972-ben vonult vissza. Az USA Atlétikai Edzőinek Szövetsége a legjobb sportoló hallgatóknak (egy férfi és egy nő) 2009 óta ítéli oda a Bowerman-díjat.

#### Steve Prefontaine
Az 1969-ben beiratkozó Steve Prefontaine egyből felkeltette Bowerman vezetőedző és Dellinger társedző figyelmét; futásstílusa hatással volt a sport ütemére. A sokak által az USA legjobb futójának gondolt Prefontaine minden egy mérföld fölötti futást megnyert, és hétszer volt az NCAA bajnoka. Az 1972-es müncheni olimpián ötezer méteren negyedik lett. 1975-ben, karrierje csúcsán autóbalesetben halt meg.
Fontosnak tartotta az amatőr sportolókkal szembeni bánásmódot. Rendszeresen korruptnak nevezte az Amatőr Sportolók Unióját; felszólalásai hozzájárultak az amatőr sportolóknak jogi védelmet nyújtó 1978-as törvény elfogadásához. Karrierje hozzájárult a futás 1970-es évekbeli népszerűségéhez. Emlékére a Hayward pályán évente futóversenyt rendeznek.

#### Nike
A Nike-ot Bowerman és sportolója, Phil Knight alapították. Knight az Oregoni Egyetem elvégzése után beiratkozott a Stanford Egyetemre, ahol a japán cipők USA-ba importálását találta ki. A Stanford elvégzése után 1964-ben Bowermannal ötszáz dolláros befektetéssel megalapították a japán cipőket importáló Blue Ribbon Sportst. Az 1960-as években Bowerman a gumi gofrisütőbe öntésével kísérletezett könnyebb cipők kifejlesztésével. A cég Nike-ra való átnevezése Knight ötlete volt, aki saját cipőkön dolgozott. Bowerman prototípusát az 1972-es olimpiai felkészítőn Steve Prefontaine is viselte. Bowerman 1972-ben az edzőségtől visszavonult, de 1999-ig, a Nike többmilliárdos értékű céggé válásáig a vállalat igazgatótanácsában maradt.

### Bill Dellinger- és Tom Heinonen-éra
Bill Dellinger 1956-ban szerzett diplomát, az 1964-es olimpián pedig aranyérmes lett. 1967-ben Bowerman mellett társedző, majd 1973-ban vezetőedző lett. Dellinger alatt a futók négyszer, az atlétikacsapat pedig egyszer lett az NCAA bajnoka. 1988-ban vonult vissza; később futóversenyt neveztek el róla.
Tom Heinonen 1975-től doktoranduszként testnevelés-oktató, majd 1977-től a nőiatlétika-csapat vezetőedzője lett. Ő volt az első, kizárólag nőket vezető edző, valamint az Oregon Twilight Meet versenyt koedukálttá tette. Heinonen alatt a nők háromszor lettek NCAA-bajnokok és 14 játékosuk szerzett bajnoki címet. 17 sportolója vett részt az olimpián és 134 sportolója nyerte el az All-America elismerést. A férfi és női csapatok összevonásakor, 2003-ban vonult vissza.

### Vin Lananna-éra
2005-ben az előző évben lemondott Mike Smith-t Vin Lananna, a Stanford Cardinal korábbi edzője váltotta. Pályafutása alatt a Ducks hétszer volt NCAA-bajnok, valamint megnyerte első országos fedett pályás bajnokságát. Neki köszönhető, hogy az olimpiai felkészítőt, az NCAA-bajnokságot és az USA Track & Field Championshipet is megrendezték Eugene-ben.
2012-től Lananna adminisztratív szerepet tölt be, utódja Robert Johnson lett.

### Robert Johnson-éra
Robert Johnson Vin Lananna alatt versenyzett, majd 2009-ben a női csapat társedzője lett. Az egyetemen népszerű volt a távfutás, de a sprint nem; Johnson pályafutása alatt ezt drasztikusan megváltoztatta.
Johnson 2012-ben lett vezetőedző. 2011-ben a nők minden kül- és beltéri rekordot megdöntöttek; 2010-ben megnyerték első NCAA-bajnoki címüket, 2017-re pedig a nyolc bajnokságból hetet megnyertek. A 2017-es fedett pályás bajnokságon a nők annyi pontot szereztek, hogy a Deajah Stevens előfutambeli sávelhagyása miatti ponttörlés mellett is csak két ponttal maradtak el a Georgia Bulldogs összpontszámától.
A kültéri bajnokságon egy futójuk sérülés miatt nem indult, 4×100 méterről pedig kizárták őket, de ennek ellenére a döntőt megnyerték.
2021-ben az egyetemet testszégyenítéssel vádolták meg, ami egyes sportolóknál étkezési zavarokhoz vezetett. Johnson a csontsűrűség-vizsgálatot az emberi tényező kizárásával indokolta. Néhány hónappal a 2022-es világbajnokság előtt bejelentették, hogy Johnsont kirúgják. Utódja Jerry Schumacher.

## Hatása

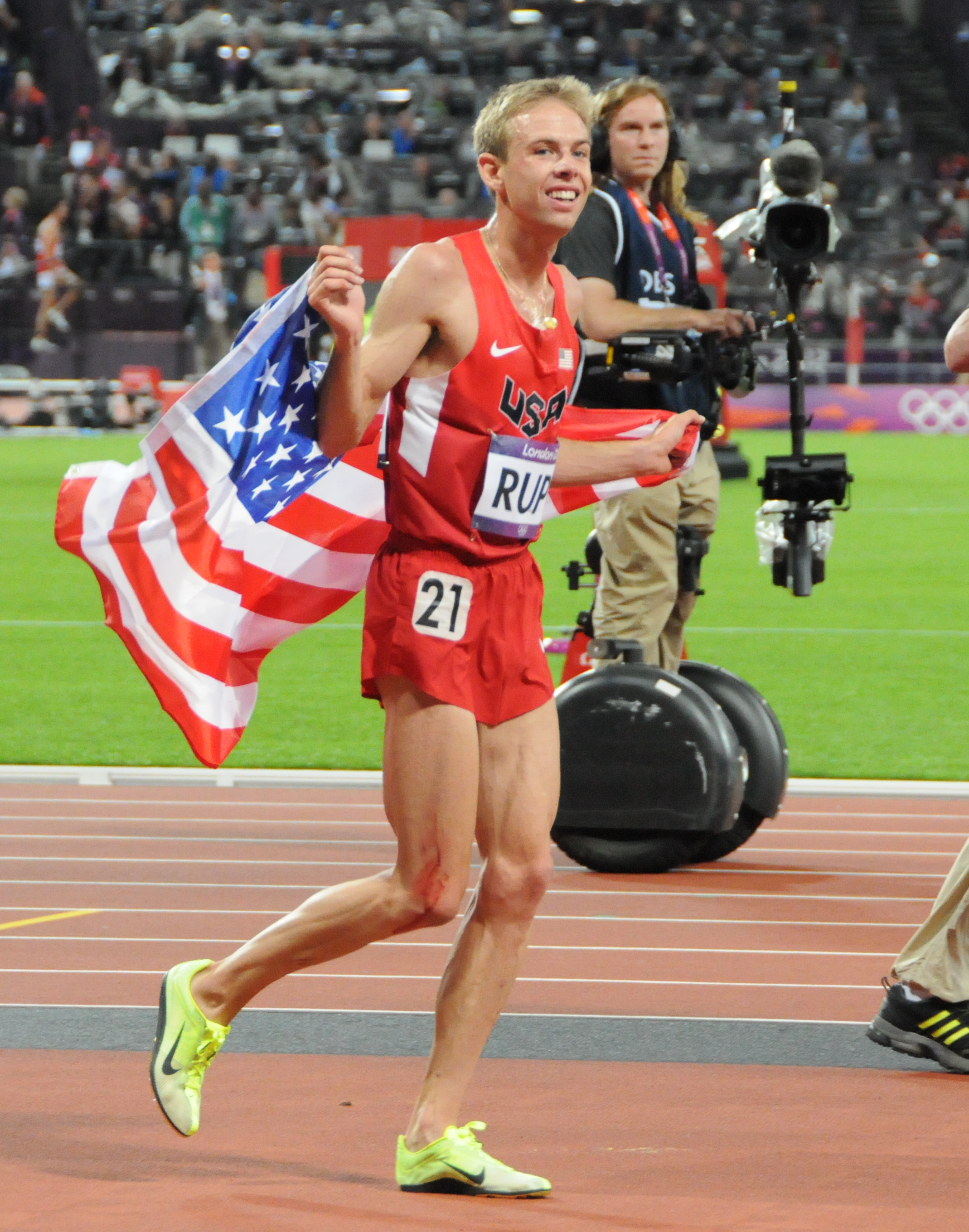
Galen Rupp a 2012-es olimpián

A csapat az amatőr és profi sportolókat is befolyásolta. Bill Bowerman a korábbi őrnagyi tapasztalatait is felhasználta (például új technikákat filmvetítéssel oktatott). Aprólékos figyelmével más felfedezéseket is tett, például a sportolókat azok figyelembe vételével terhelte, és pihenőket is ennek figyelembevételével adott. Kísérletezni kezdett a ruházat tömegének csökkentésével, amit végül a Nike-nál hasznosított. Magára inkább oktatóként és nem edzőként tekintett, és fontosnak tartotta a házi feladatokat, valamint, hogy sportolóik tapasztalataikat a való életben is használják fel. Tom Heinonen erősen támogatta egy női csapat felállítását, Steve Prefontaine rendszeresen kritizálta az Amatőr Atlétikai Uniót, Kenny Moore pedig az elnöki olimpiai bizottság egyik felszólalója volt; ezek mind hozzájárultak az amatőr sportolóknak jogi védelmet biztosító 1978-as törvény elfogadásához.
Bowerman és sportolóinak felfogását Moore a Bowerman and the Men of Oregon című könyvében írta le, emellett a Sports Illustrated újságírója,, forgatókönyvíró és a Personal Best atlétikai tematikájú film színésze volt. Bowerman maga is számos atlétikai tematikájú könyvet írt, például a felsőoktatási versenyfelkészítésről szóló High Performance Training for Track and Fieldet, vagy W. E. Harris kardiológussal a kocogás pozitív hatásait bemutató Joggingot, ami a mozgásforma népszerűségéhez vezetett. Utódja, Bill Dellinger is több könyvet írt (például Competitive Runner’s Training Book, The Running Experience, Winning Running).
A csapat edzőinek pályafutása az egyetemen kívül is folytatódott. Bowerman visszavonulása után tanácsadóként segítette egykori sportolóit, valamint az 1968-as és 1972-es olimpiai csapatok edzője is volt. Dellinger az 1984-es olimpia futóit készítette fel; visszavonulása után szélütést kapott, de ennek ellenére visszatért az edzéshez. Tom Heinonen az amatőr csapat tanácsadója, Matt Centrowitz (Matthew Centrowitz Jr. édesapja) pedig az Amerikai Egyetem futóedzője lett. Alberto Salazar a Nike munkatársaként és maratonfutóként megkérdőjelezett technikákat alkalmazott (például a sportolók természetes futásdinamikájának befolyásolása), de sokakat sikerre vezetett. A Nike Oregon Projectben az afrikai futók technikáját kívánta ötvözni az amerikai felkészítési módszerekkel, emellett a korábban teljesen eltérőnek gondolt sprint- és távfutók futásdinamikájának hasonlóságát is felfedezte. Technikáival 2009-ben a hagyományosan kelet-afrikaiak által nyert Boston Marathonon Kara Goucher harmadik lett. A 2012-es olimpián tízezer méteres futásban Mo Farah első, Galen Rupp pedig második lett. Rupp volt 1988 óta az első, nem afrikai születésű éremnyertes. A 2016-os nyári olimpián 1908 óta Matthew Centrowitz Jr. volt az első amerikai, aki 1500 méteres futásban aranyérmes lett. 2021 júliusában Alberto Salazart szexuális és fizikai bántalmazással kapcsolatos vádak miatt életfogytig eltiltották a sporttól. A többi edzőhöz hasonlóan Salazar is több könyvet írt.

## Sportlétesítmények

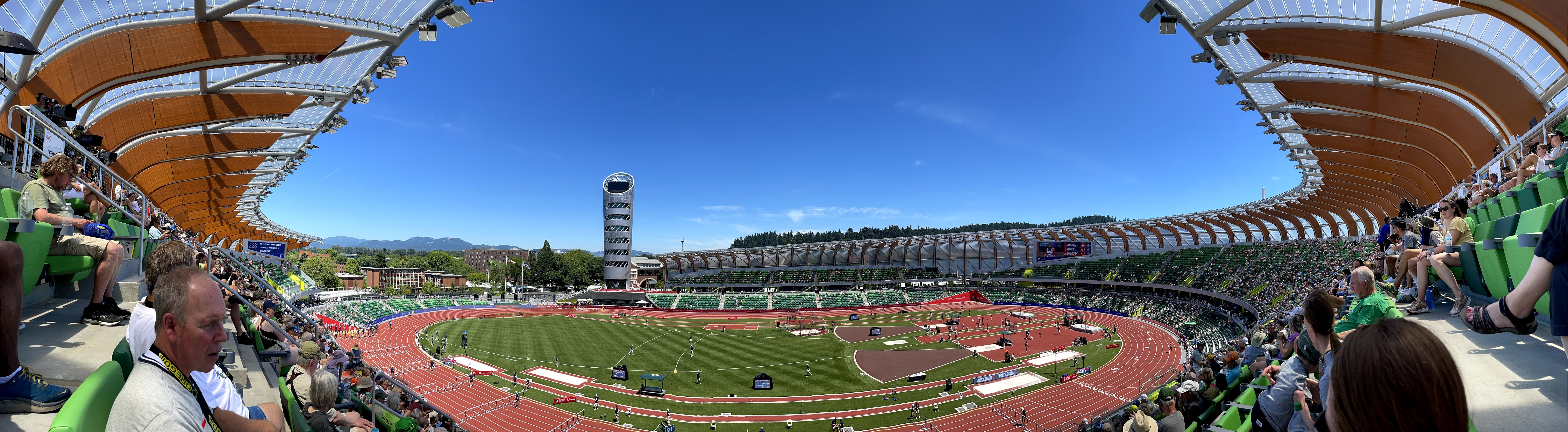
A felújított Hayward Sportpálya

A csapat kezdetben a Kincaid Sportpályát használta, amit a Hayward Sportpálya futókörrel bővítését követően lebontottak. Az Autzen Stadion 1967-es megnyitásával az amerikaifutball-csapat átköltözött oda, így a Hayward kizárólag az atlétikacsapat otthona lett. A létesítményt 1992-ben, 2005-ben és 2007-ben átépítették.
A Haywardon több bajnokságot és olimpiai felkészítőt is rendeztek. A jó eredmények miatt többen „varázserőt” tulajdonítanak neki.
2015-ben Eugene nyerte el a 2021-es atlétikai világbajnokság rendezési jogát (amit végül egy évvel később tartottak). Ez volt a második alkalom, hogy a világbajnokságot az Amerikai Egyesült Államokban rendezték meg. A Nemzetközi Atlétikai Szövetség követelményei miatt 2020-ra átépítették a sportpályát (például lebontották az ikonikus keleti lelátót).
A Phil és Penny Knight, valamint ötven további szponzor által finanszírozott bővítés keretében a befogadóképesség 10 500-ról 12 650 főre nőtt (ezt további további székekkel ideiglenesen huszonötezerre lehet növelni), és az ülőhelyeket a lehető legközelebb építették a pályához. Az északkeleti sarokban emelt, olimpiai láng formájú tornyon Bill Bowerman, Steve Prefontaine, Raevyn Rogers, Ashton Eaton és Otis Davis fotója látható.

## Riválisok

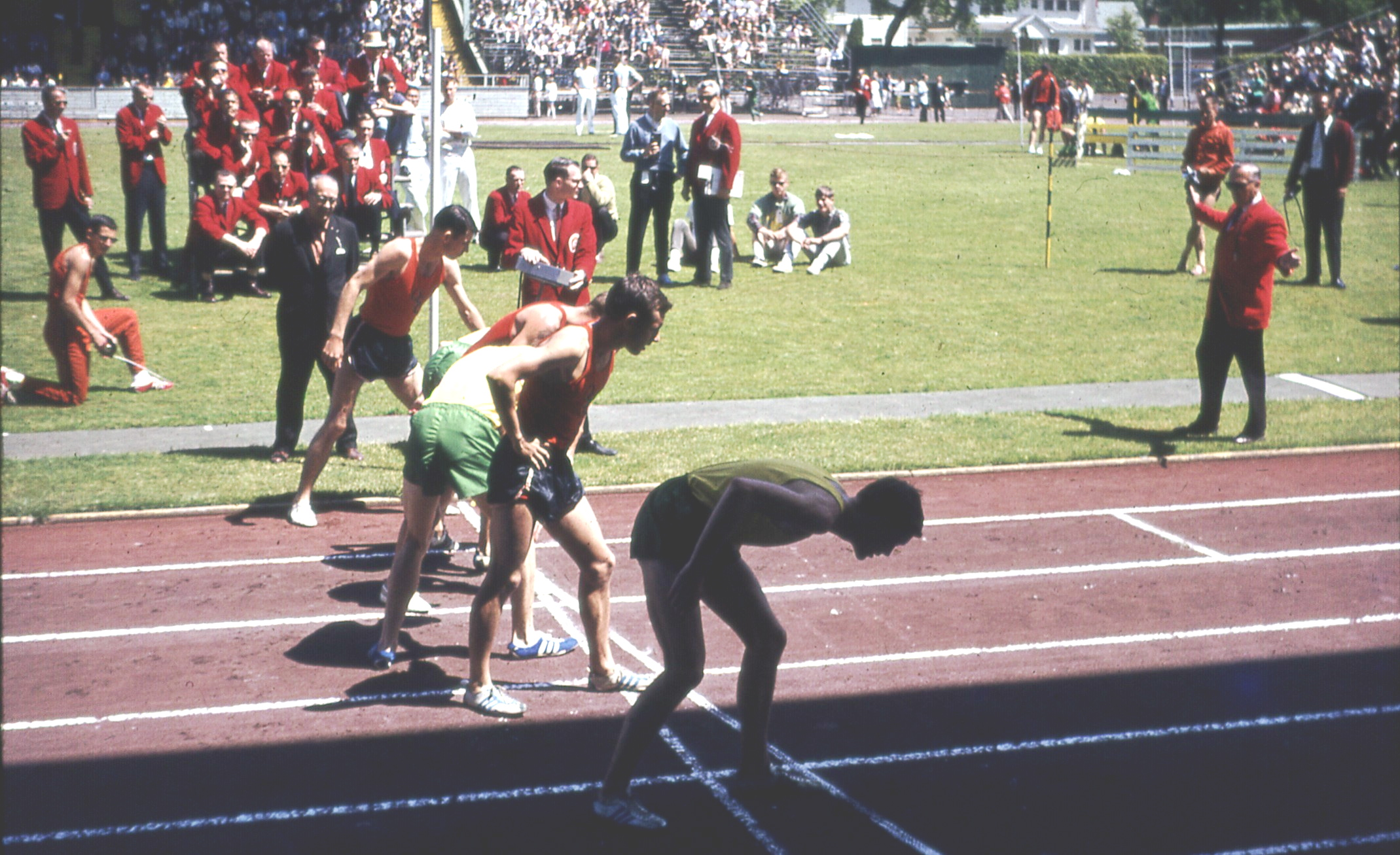
1966-os verseny

Az Oregon Ducks legfőbb riválisa az Oregon State Beavers (Civil War). Korábban az atlétikacsapatok évente kétszer versenyeztek, azonban a Beavers csapatát pénzügyi okokból 1988-ban megszüntették, ezzel a rivalizálás véget ért. 2004-től újra van női csapatuk, azonban férfi nem, így a sorozat nem indult újra.
Másik fő riválisuk a UCLA Bruins volt, akikkel 1966-tól versenyeztek. 2012-ben az olimpiai évben való szervezés nehézségei miatt a mérkőzés elmaradt, és azóta sem rendezték meg.

## Vezetőedzők
A legalább két évet a csapatnál töltő edzők:
| Edző             | Évek            | Bajnokságok |
| ---------------- | --------------- | ----------- |
| William O’Trine  | 1896, 1898–1901 | 0           |
| Bill Hayward     | 1904–47         | 0           |
| Bill Bowerman    | 1949–72         | 4           |
| Bill Dellinger   | 1973–98         | 5           |
| Tom Heinonen     | 1977–2003       | 3           |
| Martin Smith     | 1998–2005       | 0           |
| Vin Lananna      | 2006–12         | 6           |
| Robert Johnson   | 2012–22         | 14          |
| Jerry Schumacher | 2022–           | 0           |

## Nevezetes sportolók

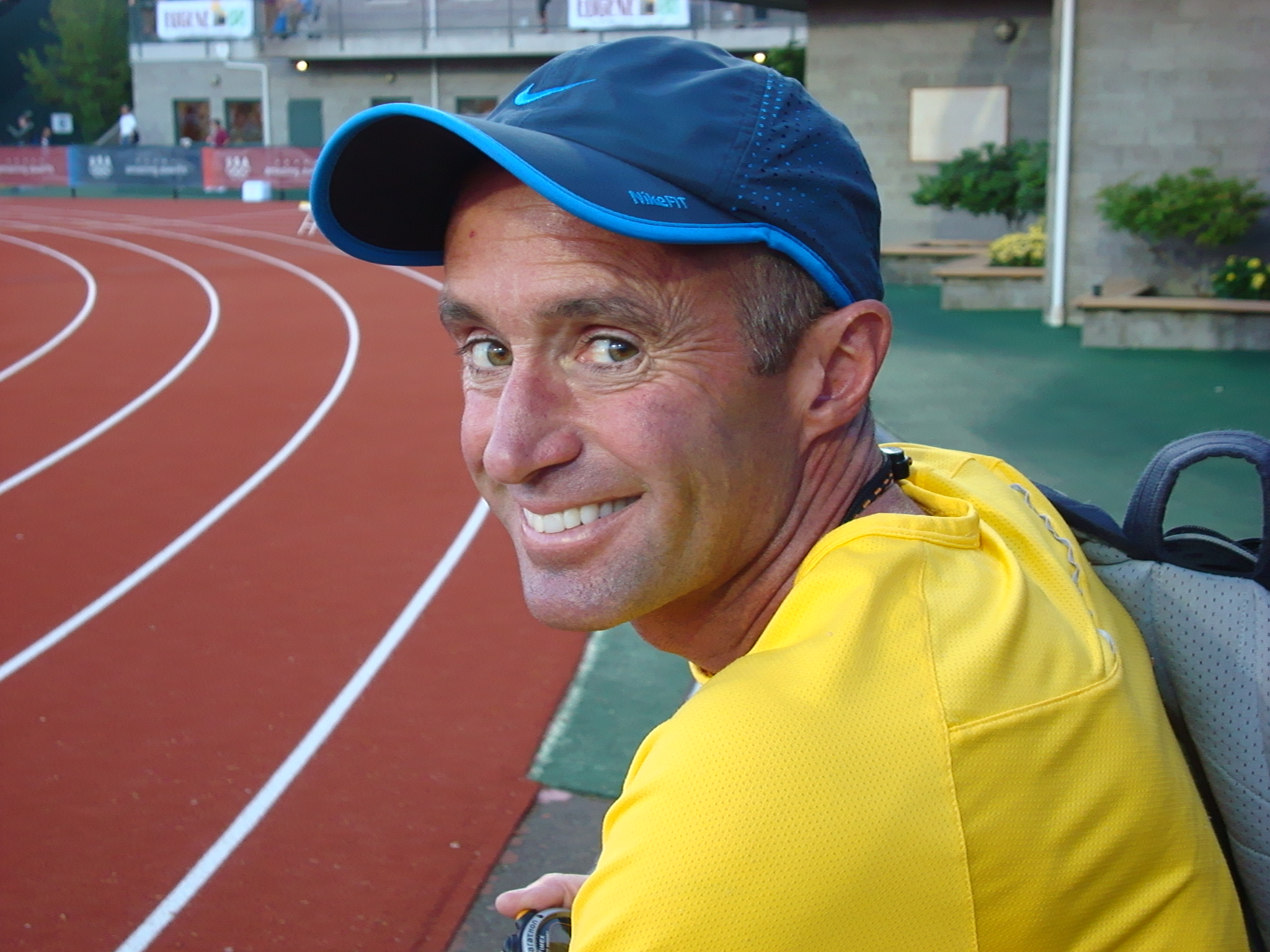
Alberto Salazar

Az egyetemnek tucatnyi NCAA-bajnoka és All-America kitüntetettje van. A legnevezetesebb sportolók (például Steve Prefontaine és Alberto Salazar) a hosszútávfutók közül kerültek ki.
Bill Bowerman, Bill Dellinger, Alberto Salazar és Terrence Mahon is edzőként folytatta pályafutását, mások (például Phil Knight) az üzleti életben helyezkedtek el. Tinker Hatfield később a Nike cipőtervezője, Rudy Chapa pedig a SPARQ sportfelszereléseket gyártó cég alapítója lett.
Néhány csapattag (például Mel Renfro, Jordan Kent vagy LaMichael James) az amerikai futballban lett sikeres.

### Olimpikonok
Dan Kelly az 1908-as nyári olimpián távolugrásban második lett; azóta az egyetem sportolói minden olimpián részt vettek. Az Amerikai Egyesült Államok által bojkottált 1980-as nyári olimpián Chris Braithwaite hazája, Trinidad színeiben vett részt.
Az alábbi sportolók szereztek érmet:
| Név                    | Ország                    | Év   | Szám                     | Eredmény | Érem  |
| ---------------------- | ------------------------- | ---- | ------------------------ | -------- | ----- |
| Ashton Eaton           | Amerikai Egyesült Államok | 2012 | Ötpróba                  | 8869     | Arany |
| Ashton Eaton           | Amerikai Egyesült Államok | 2016 | Ötpróba                  | 8893     | Arany |
| Bill Dellinger         | Amerikai Egyesült Államok | 1964 | 5000 méteres futás       | 13:49,8  | Bronz |
| Dan Kelly              | Amerikai Egyesült Államok | 1908 | Távolugrás               | 23–3,25  | Ezüst |
| English Gardner        | Amerikai Egyesült Államok | 2016 | 4×100 méter váltófutás   | 41,01    | Arany |
| English Gardner        | Amerikai Egyesült Államok | 2020 | 4×100 méter váltófutás   | 41,90    | Ezüst |
| Galen Rupp             | Amerikai Egyesült Államok | 2012 | 10 000 méteres futás     | 27:30,90 | Ezüst |
| Galen Rupp             | Amerikai Egyesült Államok | 2016 | Maraton                  | 2:10,05  | Bronz |
| Jenna Prandini         | Amerikai Egyesült Államok | 2020 | 4×100 méter váltófutás   | 41,45    | Ezüst |
| Keshia Baker           | Amerikai Egyesült Államok | 2012 | 4×100 méter váltófutás   | 3:16,99  | Arany |
| Mac Wilkins            | Amerikai Egyesült Államok | 1976 | Diszkoszvetés            | 221–5    | Arany |
| Mac Wilkins            | Amerikai Egyesült Államok | 1984 | Diszkoszvetés            | 217–6    | Ezüst |
| Mack Robinson          | Amerikai Egyesült Államok | 1936 | 200 méteres futás        | 21,1     | Ezüst |
| Martin Hawkins         | Amerikai Egyesült Államok | 1936 | Gátfutás                 | 15,3     | Bronz |
| Matthew Centrowitz Jr. | Amerikai Egyesült Államok | 2016 | 1500 méteres futás       | 3:50:00  | Arany |
| Otis Davis             | Amerikai Egyesült Államok | 1960 | 400 méteres futás        | 45,07    | Arany |
| Otis Davis             | Amerikai Egyesült Államok | 1960 | 4×400 méteres váltófutás | 3:02,37  | Arany |
| Phyllis Francis        | Amerikai Egyesült Államok | 2016 | 4×400 méteres váltófutás | 3:19,06  | Arany |
| Raevyn Rogers          | Amerikai Egyesült Államok | 2020 | 800 méteres futás        | 1:56,81  | Bronz |
| Ralph Hill             | Amerikai Egyesült Államok | 1932 | 5000 méteres futás       | 14:30    | Ezüst |
| Lisa Martin            | Ausztrália                | 1988 | Maraton                  | 2:25.54  | Ezüst |
| Joaquim Cruz           | Brazília                  | 1984 | 800 méteres futás        | 1:43:00  | Arany |
| Joaquim Cruz           | Brazília                  | 1988 | 800 méteres futás        | 1:43,90  | Ezüst |
| Brianne Theisen-Eaton  | Kanada                    | 2016 | Hétpróba                 | 6653     | Bronz |
| Harry Jerome           | Kanada                    | 1964 | 100 méteres futás        | 10,26    | Bronz |

### Világbajnokok
Az első, 1983-as atlétikai világbajnokságon Joaquim Cruz nyolcszáz méteres futásban bronzérmet nyert. Camara Jones 1995-ben nyert érmet, majd az egyetem sportolói 2011 után minden évben nyertek. A 2022-es bajnokságot a Hayward Sportpályán rendezték; az egyetem 15 sportolója közül ketten (Jenna Prandin és Kemba Nelson) nyertek érmet, mindketten a női 4×100 méteres váltófutásban. Devon Allent a 110 méteres gátfutásról kizárták, mert a startpisztoly után 0,099 másodperccel indult. A szabályok 0,1 másodperc eltérést engednek meg; az eset számos vitát kiváltott.
A következő egyetemi sportolók szereztek érmet:
| Név                    | Ország                    | Év   | Szám               | Eredmény | Érem  |
| ---------------------- | ------------------------- | ---- | ------------------ | -------- | ----- |
| Ariana Washington      | Amerikai Egyesült Államok | 2017 | 4×100 méter váltó  | 41,82    | Arany |
| Ashton Eaton           | Amerikai Egyesült Államok | 2011 | Ötpróba            | 8505     | Ezüst |
| Ashton Eaton           | Amerikai Egyesült Államok | 2013 | Ötpróba            | 8809     | Arany |
| Ashton Eaton           | Amerikai Egyesült Államok | 2015 | Ötpróba            | 9405     | Arany |
| Camara Jones           | Amerikai Egyesült Államok | 1995 | 4×100 méter váltó  | 3:22,29  | Arany |
| Cravon Gillespie       | Amerikai Egyesült Államok | 2019 | 4×100 méter váltó  | 37,10    | Arany |
| English Gardner        | Amerikai Egyesült Államok | 2013 | 4×100 méter váltó  | 42,75    | Ezüst |
| English Gardner        | Amerikai Egyesült Államok | 2015 | 4×100 méter váltó  | 41,68    | Ezüst |
| Jenna Prandini         | Amerikai Egyesült Államok | 2015 | 4×100 méter váltó  | 41,68    | Ezüst |
| Jenna Prandini         | Amerikai Egyesült Államok | 2022 | 4×100 méter váltó  | 41,14    | Arany |
| Keshia Baker           | Amerikai Egyesült Államok | 2011 | 4×100 méter váltó  | 3:18,09  | Arany |
| Matthew Centrowitz Jr. | Amerikai Egyesült Államok | 2011 | 1500 méteres futás | 3:36,08  | Bronz |
| Matthew Centrowitz Jr. | Amerikai Egyesült Államok | 2013 | 1500 méteres futás | 3:36,78  | Ezüst |
| Michael Berry          | Amerikai Egyesült Államok | 2011 | 4×400 méter váltó  | 2:59,31  | Arany |
| Phyllis Francis        | Amerikai Egyesült Államok | 2015 | 4×400 méter váltó  | 3:19,44  | Ezüst |
| Phyllis Francis        | Amerikai Egyesült Államok | 2017 | 400 méteres futás  | 49,92    | Arany |
| Phyllis Francis        | Amerikai Egyesült Államok | 2017 | 4×400 méter váltó  | 3:19,02  | Arany |
| Phyllis Francis        | Amerikai Egyesült Államok | 2019 | 4×400 méter váltó  | 3:18,92  | Arany |
| Raevyn Rogers          | Amerikai Egyesült Államok | 2019 | 800 méteres futás  | 1:58,18  | Ezüst |
| Joaquim Cruz           | Brazília                  | 1983 | 800 méteres futás  | 1:44,27  | Bronz |
| Brianne Theisen-Eaton  | Kanada                    | 2013 | Hétpróba           | 6530     | Ezüst |
| Brianne Theisen-Eaton  | Kanada                    | 2015 | Hétpróba           | 6554     | Ezüst |
| Kemba Nelson           | Jamaica                   | 2022 | 4×100 méter váltó  | 41,18    | Ezüst |

### Világrekorderek
Az alábbi sportolók értek el világrekordot:
| Név                                                            | Év   | Szám                      | Rekord   |
| -------------------------------------------------------------- | ---- | ------------------------- | -------- |
| Archie San Romani Jr., Vic Reeve, Keith Forman, Dyrol Burleson | 1962 | 4×1 mérföld váltó         | 16:08,09 |
| Ashton Eaton                                                   | 2010 | Beltéri hétpróba          | 6499     |
| Ashton Eaton                                                   | 2011 | Beltéri hétpróba          | 6568     |
| Ashton Eaton                                                   | 2012 | Beltéri hétpróba          | 6645     |
| Ashton Eaton                                                   | 2012 | Ötpróba                   | 9039     |
| Ashton Eaton                                                   | 2015 | Ötpróba                   | 9045     |
| Bill Dellinger                                                 | 1959 | Beltéri 2 mérföld         | 8:49,08  |
| Bill Dellinger                                                 | 1959 | Beltéri 3 mérföld         | 13:37    |
| Brian Crouser                                                  | 1986 | Dárdahajítás              | 262–0    |
| Cole Hocker, Luis Peralta, Charlie Hunter, Cooper Teare        | 2021 | Beltéri vegyes váltófutás | 9:19,42  |
| Dan Kelly                                                      | 1906 | 100 yardos futás          | 9,6      |
| Dan Kelly                                                      | 1906 | 220 yardos futás          | 21,1     |
| Ed Moeller                                                     | 1929 | Diszkoszvetés             | 160–7,7  |
| Edward Cheserek                                                | 2019 | 5000 m                    | 13:29    |
| George Varoff                                                  | 1936 | Rúdugrás                  | 14–6,5   |
| Harry Jerome                                                   | 1960 | 100 m                     | 10       |
| Harry Jerome                                                   | 1961 | 100 yard                  | 9,3      |
| Harry Jerome                                                   | 1962 | 100 yard                  | 9,2      |
| Jerry Tarr, Mike Gaechter, Mel Renfro, Harry Jerome            | 1962 | 4×440 yard váltó          | 40       |
| Les Steers                                                     | 1941 | Magasugrás                | 6–11     |
| Mac Wilkins                                                    | 1975 | Diszkoszvetés             | 232–6    |
| Matthew Centrowitz Jr., Mike Berry                             | 2015 | Beltéri vegyes váltó      | 9:19,93  |
| Neal Steinhauer                                                | 1967 | Beltéri súlylökés         | 67–10    |
| Otis Davis                                                     | 1960 | 400 m                     | 44,9     |
| Otis Davis                                                     | 1960 | 4×400 m váltó             | 3:02,37  |
| Raevyn Rogers                                                  | 2018 | 4×800 m beltéri váltó     | 8:05,89  |
| Raevyn Rogers                                                  | 2022 | Beltéri vegyes váltó      | 10:39,91 |
| Roscoe Cook                                                    | 1959 | 100 yard                  | 9,3      |
| Roscoe Cook                                                    | 1959 | Beltéri 60 yard           | 6        |
| Roscoe Cook                                                    | 1961 | Beltéri 60 yard           | 6        |
| Roscoe Divine, Wade Bell, Arne Kvalheim, Dave Wilborn          | 1968 | 4×1 mérföld váltó         | 16:05    |

### Bowerman-díjasok
A Bowerman-díjat a legjobb sportoló hallgatók kapják meg. A Bill Bowerman edzőről elnevezett díjat Tinker Hatfield futó tervezte. Először 2009-ben ítélték oda.
| Név          | Év   |
| ------------ | ---- |
| Galen Rupp   | 2009 |
| Ashton Eaton | 2010 |

| Név            | Év   |
| -------------- | ---- |
| Laura Roesler  | 2014 |
| Jenna Prandini | 2015 |
| Raevyn Rogers  | 2017 |

### Egyéb
- Alberto Salazar, maratonfutó és edző[59]
- Alexi Pappas, filmrendező[91]
- Bill Bowerman, a Nike társalapítója[10]
- Kenny Moore, futó[92]
- Phil Knight, a Nike társalapítója[93]
- Rudy Chapa, a SPARQ alapítója[94]
- Tinker Hatfield, a Nike cipőtervezője[95]

## Fordítás
- Ez a szócikk részben vagy egészben  az   Oregon Ducks track and field című angol Wikipédia-szócikk ezen változatának fordításán alapul.  Az eredeti cikk szerkesztőit annak laptörténete sorolja fel. Ez a jelzés csupán a megfogalmazás eredetét és a szerzői jogokat jelzi, nem szolgál a cikkben szereplő információk forrásmegjelöléseként.